# Patis (kommun i Brasilien)
Patis är en kommun i Brasilien.   Den ligger i delstaten Minas Gerais, i den sydöstra delen av landet, 400 km öster om huvudstaden Brasília. Antalet invånare är 5 594.
Omgivningarna runt Patis är huvudsakligen savann. Runt Patis är det glesbefolkat, med 11 invånare per kvadratkilometer.